# Poiana (gmina Vorona)
Poiana – wieś w Rumunii, w okręgu Botoszany, w gminie Vorona. W 2011 roku liczyła 1636 mieszkańców.